# Gornji Banjani
Gornji Banjani (en serbe cyrillique : Горњи Бањани) est un village de Serbie situé dans la municipalité de Gornji Milanovac, district de Moravica. Au recensement de 2011, il comptait 184 habitants.

## Géographie
Les hameaux qui composent le village de Gornji Banjani se trouvent près de la rivière Dičina et près du ruisseau Đurašinovca. L'habitat y est dispersé, à l'exception du village éponyme dont les maisons bordent la route de Valjevo et de Kadina Luka. Gornji Banjani dispose d'un bureau de poste, d'une école, d'un centre médical et de quelques magasins d'artisanat.

## Histoire
Gorni Banjani a été fondé en 1862, après que le prêtre Atanasije Simić (1809-1890) eut construit une église sur son futur emplacement. En 1943, le village fut incendié par les nazis.

## Démographie
| 1948 | 1953 | 1961 | 1971 | 1981 | 1991 | 2002 | 2011 |
| ---- | ---- | ---- | ---- | ---- | ---- | ---- | ---- |
| 351  | 397  | 363  | 332  | 324  | 276  | 227  | 184  |

|  |